# La Bazeuge
La Bazeuge  (en occitano, La Baseuge) es una comuna francesa situada en el departamento de Alto Vienne, en la región de Nueva Aquitania.

## Demografía
| 276 | 264 | 260 | 215 | 191 | 163 | 148 |
| Para los censos de 1962 a 1999 la población legal corresponde a la población sin duplicidades (Fuente: INSEE [Consultar]) |     |     |     |     |     |     |